# Estrímon
|  | Per a altres significats, vegeu «Estrímon (déu)». |

L'Estrímon (en grec: Στρυμόνας, Strimonas; búlgar: Струма, Struma; grec antic: Στρυμών, llatí: Strymo) és un riu que neix a Bulgària, a prop de Sofia, i desemboca a Grècia, a prop d'Amfípolis, al golf Estrimònic.
Segons el mite, la seva divinitat fluvial era Estrímon, considerat pare de Resos, rei de Tràcia. Fins al regnat de Filip II de Macedònia, l'Estrímon va ser el límit oriental de Macedònia. El riu va ser important a l'antiguitat perquè Amfípolis estava situada prop de la seva desembocadura, i era navegable en una bona part. Segons una tradició, en temps antics era molt mes navegable, però Hèracles hi va tirar pedres enormes i el va convertir en menys fondo, per evitar-ne la navegació. També diu que les seves ribes estaven poblades per gran quantitat de grues.
Durant la Primera Guerra Mundial s'hi produí la batalla de Struma, en la qual Bulgària derrotà Grècia.